# Kozienice
Kozienice é um município da Polônia, na voivodia da Mazóvia e no condado de Kozienice. Estende-se por uma área de 10,45 km², com 17 773 habitantes, segundo os censos de 2016, com uma densidade de 1700,8 hab/km².